# 강영균 (관료)
강영균(康永勻, 1867년 음력 12월 13일 ~ ?년 ?월 ?일)은 대한제국의 관료이며, 일진회 회원이었다. 초명은 강홍대(康洪大)이나 1907년에 항렬을 따라 개명했다.

## 생애
함경남도 북청군 출신이며, 본관은 곡산이다. 가정에서 한학을 공부한 뒤 1882년에 의원에 입학했다. 이곳에서 복을 빌거나 재앙을 물리치는 일을 하는 일종의 무속인으로 양성되었다.
1891년부터 관직에 올라 1893년에 사헌부 감찰에 임명되었고, 1897년에는 고향 인근인 함흥부의 주사로 발령받아 판임관 7등이 되었다. 1898년에 태의원 전의가 되어 다시 의료계로 돌아온 뒤, 이듬해 정3품에 올라 시종원 시종으로 임명되었다.
1900년에는 내부에서 운영하는 국립 병원인 광제원 책임자인 광제원장으로 승진했다. 1902년 비서원승, 1903년 대한제국 중추원 의관 등 계속 고위직에 올랐다. 일본과 가까이 지내면서 한일의정서 체결에 관여한 사실 때문에 1904년에는 집에 폭탄이 투척된 일이 있었다.
한일의정서 체결과 폭탄 투척 사건, 러일 전쟁 발발 등 사건이 잇따른 1904년에는 강영균의 활동이 두드러진다. 철도원 감독과 임시군용철도사무위원, 임시군용철도검찰사 등 철도 관련 관직에 차례로 임명되면서 철도와 수송을 이용한 일본군 후원에 적극 나섰다. 이때 일본군으로부터 매달 300원의 기밀비를 받기도 했다. 기밀비 지급을 요청하는 일본 측 문서에는 강홍대가 “철도 업무를 돕기 위한 목적으로 한국 정부로부터 특별히 파견된 사람”으로 기록되어 있고, 전쟁 승리 후 일본군이 특별히 포상도 요청하여 1908년 훈3등 서보장을 수여받았다.
1904년 내장원경이 되었고, 전의를 거쳐서 1907년에는 종2품으로 대한제국 육군의 군의장에 올랐다. 이 무렵 일진회 평의원으로도 3년 동안 활동했다.

## 사후
- 2008년 민족문제연구소가 발표한 친일인명사전 수록예정자 명단 중 친일단체 부문에 선정되었다.

## 같이 보기
- 러일 전쟁
- 일진회

## 참고자료
- 전갑생 (2007년 11월 6일). “러일전쟁, 고종은 일본 승리를 원했나 - [발굴] 중립선언 실패 후 적극 협조... 귀족부터 말단 순검까지 군자금 헌납” (PDF). 오마이뉴스. 2008년 6월 6일에 확인함. |제목=에 지움 문자가 있음(위치 24) (도움말)[깨진 링크(과거 내용 찾기)]
- 강영균(康永勻) - 국사편찬위원회